# Dagobert Walter
Dagobert Walter (* 15. Mai 1943 in Deutschland) ist ein deutscher Schauspieler.

## Leben und Wirken
Walter stand seit Mitte der 1960er Jahre auf Theaterbühnen, zunächst vor allem in Westdeutschland (Iserlohn) und Bayern (München, dortige Märchenbühne), später auch an recht kleinen Spielstätten in der südwestdeutschen Provinz wie Heidelberg und Neustadt (Titisee). 1968 gab der Künstler mit einer deutschsprachigen Filmrolle in der großangelegten britischen Produktion Luftschlacht um England seinen Einstand vor der Kamera. In der Bundesrepublik der 1970er Jahre wurde Dagobert Walter bevorzugt in einer beträchtlichen Anzahl von Sexfilmen und Sexfilmkomödien eingesetzt. Ausflüge zum Fernsehen (Serie Die Pulvermänner, 1971) oder der Einsatz in seriösen Kinoproduktionen wie Berlinger (1975) und Das Boot (1981) blieben Ausnahmen. Mit Beginn der 1980er Jahre wurde Walter von diesen Medien kaum mehr verpflichtet, und nach Auftritten in Ausgaben von Aktenzeichen XY … ungelöst und der Mitwirkung in einer Folge der TV-Serie Die Wache Mitte der 1990er Jahre konzentrierte sich Walter wieder ausschließlich auf die Bühnenarbeit.

## Filmografie
- 1968: Luftschlacht um England (Battle of Britain)
- 1969: Sieben Tage Frist
- 1969: Hänsel und Gretel verliefen sich im Wald
- 1969: Meine Schwiegersöhne und ich (Fernsehserie)
- 1970: Psychologie des Orgasmus
- 1970: Unternehmer
- 1971: Ehemänner-Report
- 1971: Die Pulvermänner
- 1972: Hausfrauen-Report, 3. Teil
- 1972: Krankenschwestern-Report
- 1972: Mensch ärgere dich nicht
- 1973: Das darf doch nicht wahr sein!
- 1974: Sabine
- 1974: Sonderdezernat K1 (TV-Serie, eine Folge)
- 1975: Berlinger
- 1975: Schulmädchen-Report. 9. Teil: Reifeprüfung vor dem Abitur
- 1975: Champagner aus dem Knobelbecher
- 1977: Drei sind einer zuviel (TV-Serie, eine Folge)
- 1977: Hausfrauen-Report, Teil 6: Warum gehen Frauen fremd?
- 1978: Das Wirtshaus der sündigen Töchter
- 1979: Die Protokolle des Herrn M. (TV-Serie, eine Folge)
- 1981: Das Boot
- 1985: Die Schwarzwaldklinik (TV-Serie, zwei Folgen)
- 1995: Aktenzeichen XY … ungelöst (zwei Folgen)
- 1996: Die Wache (TV-Serie, eine Folge)